# Edward Boyden

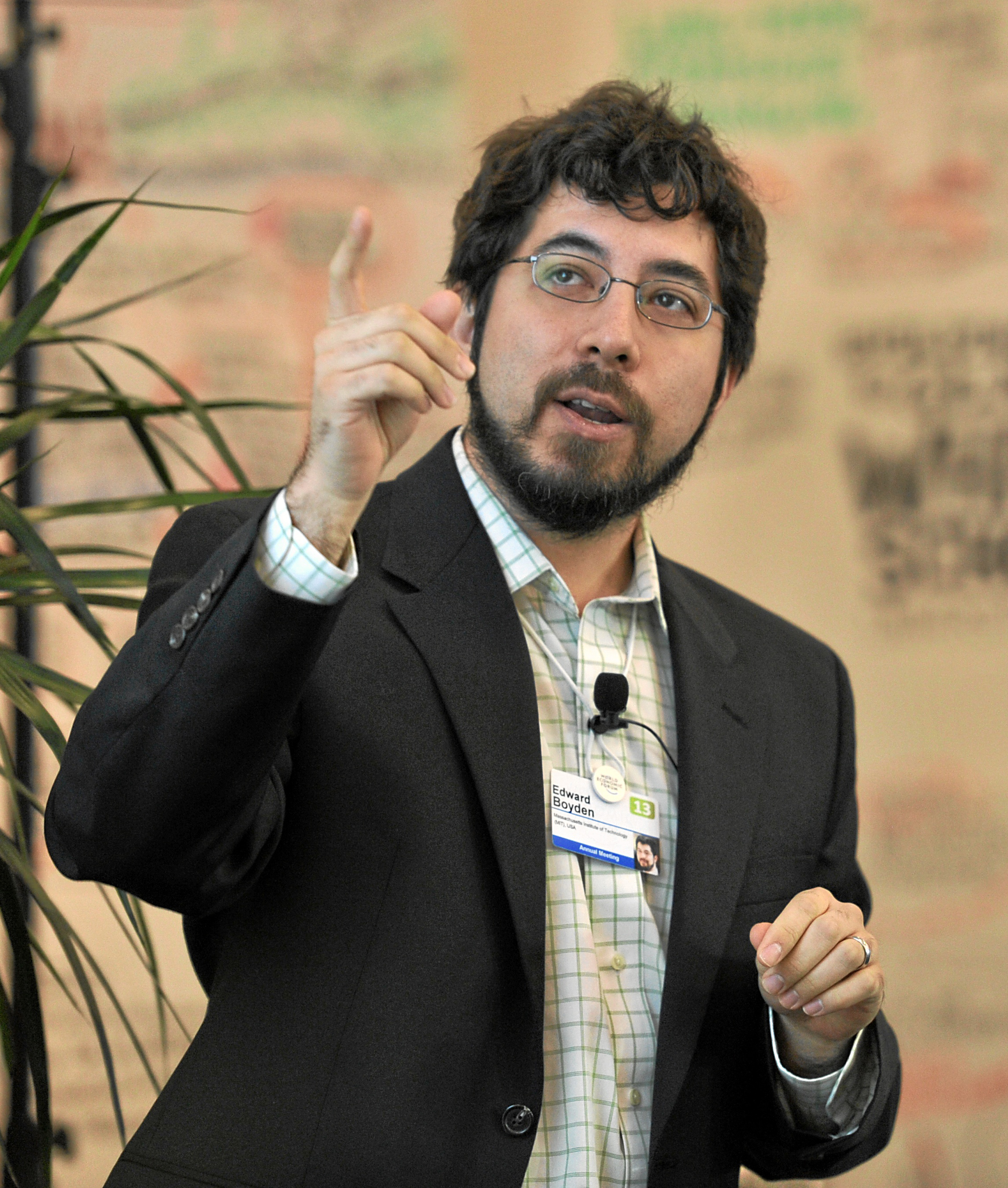
Edward Boyden beim World Economic Forum 2013

Edward „Ed“ S. Boyden III. (* 18. August 1979 in Plano, Texas) ist ein amerikanischer Neurowissenschaftler, tätig am Massachusetts Institute of Technology (MIT).

## Leben
Edward Boyden ist der Sohn eines Unternehmensberaters und einer Biochemikerin und verbrachte seine Kindheit gemeinsam mit seiner Schwester in Texas. Schon im Alter von zwölf Jahren nahm er an einem landesweiten Jugendwissenschaftswettbewerb in Texas teil und gewann den ersten Preis. In der Schule übersprang er gleich mehrere Klassen und war bereits als 14-Jähriger als Student eingeschrieben. Er studierte zunächst von 1993 bis 1995 Physik an der Texas Academy of Mathematics and Science. Nach dem Erwerb des Bachelor-Grades wechselte Boyden für ein Studium der Elektrotechnik und Informatik von 1995 bis 1999 ans Massachusetts Institute of Technology. Dort erwarb er mit einer Arbeit über Quantum Computing: Theory and Implementation 1999 den Master-Titel. Hieran schloss er von 1999 bis 2005 ein Studium der Neurowissenschaften an der Stanford University an, wo er auch im Jahr 2005 mit einer Dissertationsschrift über Task-specific neural mechanisms of memory encoding promoviert wurde.
Boyden ist Fakultätsmitglied des MIT Media Lab und assoziiertes Mitglied des McGovern Institute for Brain Research.
Edward Boyden ist verheiratet mit der Neurowissenschaftlerin Xue Han, die er während seines Studiums an der Stanford University kennengelernt hatte und mit der er zwei Kinder hat. Boyden und Han sind aber nicht nur privat ein Paar, sondern forschen und publizieren auch gemeinsam.
Beim 43. Jahrestreffen des Weltwirtschaftsforums  vom 23. bis 27. Januar 2013 gehörte Edward Boyden zu den offiziell eingeladenen Wissenschaftlern.

## Wirken
Bekannt wurde Edward Boyden durch seine Arbeiten zur Optogenetik. Bei dieser Technologie wird ein lichtempfindlicher Ionenkanal wie etwa Channelrhodopsin (ChR2) genetisch in Neuronen modifiziert, der es erlaubt, die Neuronenaktivität durch Licht zu kontrollieren. Es gab frühere, ins Jahr 2002 datierende Bemühungen von Gero Miesenböck und Boris Zemelman, eine zielgerichtete optische Kontrolle zu erreichen, welche allerdings keinen direkt durch Licht aktivierten Ionenkanal beinhalteten. Aber erst die 2005 von Karl Deisseroth entwickelte Methode, welche auf direkt durch Licht aktivierten Kanälen von Transportproteinen wie Channelrhodopsin basierte, erwies sich als in größerem Rahmen anwendungsfähig. In dieser Form wurde die Optogenetik von vielen Neurowissenschaftlern als Hilfswissenschaft übernommen. Man geht davon aus, dass sie auch therapeutische Anwendungsmöglichkeiten bietet. Edward Boyden begann seine Tätigkeit am MIT Media Lab im Jahr 2007. Er beschäftigt sich dort mit der Entwicklung neuer optogenetischer Werkzeuge wie auch anderer Technologien zur Handhabung der Gehirnaktivität.

## Ehrungen und Auszeichnungen (Auswahl)
- 2006: der Technology Review listet Boyden unter den 35 weltweit innovativsten Wissenschaftlern unter 35 Jahren[13]
- 2008: das populärwissenschaftliche Magazin Discover zählt Boyden zu den 20 besten Wissenschaftlern unter 40 Jahren[14]
- 2011: A. F. Harvey Engineering Research Prize der Institution of Engineering and Technology[15][16]
- 2011: Perl-UNC Neuroscience Prize[17]
- 2013: Brain Prize[1]
- 2013: Gabbay Award[18]
- 2015: BBVA Foundation Frontiers of Knowledge Award
- 2016: Breakthrough Prize in Life Sciences
- 2017: Mitglied der American Academy of Arts and Sciences[19]
- 2018: Canada Gairdner International Award
- 2019: Rumford-Preis
- 2019: Mitglied der National Academy of Sciences
- 2019: Warren Alpert Foundation Prize
- 2020: Croonian Lecture
- 2020: Wilhelm-Exner-Medaille

## Schriften (Auswahl)
- mit T. Knopfel (Hrsg.): Optogenetics: Tools for Controlling and Monitoring Neuronal Activity (= Progress in Brain Research. Band 196). Elsevier, Amsterdam 2012, ISBN 978-0-444-59426-6.
- E. Boyden, F. Zhang, E. Bamberg et al.: Millisecond-timescale, genetically targeted optical control of neural activity. In: Nat Neurosci. Band 8, 2005, S. 1263–1268. doi:10.1038/nn1525.